# ان‌جی‌سی ۲۷۴۸
ان‌جی‌سی ۲۷۴۸ (انگلیسی: NGC 2748) نام یک کهکشان در صورت فلکی زرافه است.